# Normanni e Londra medievale
Normanni e Londra medievale copre la storia di Londra dalla conquista normanna dell'Inghilterra nel 1066 alla fine del XV secolo.

## Invasione normanna

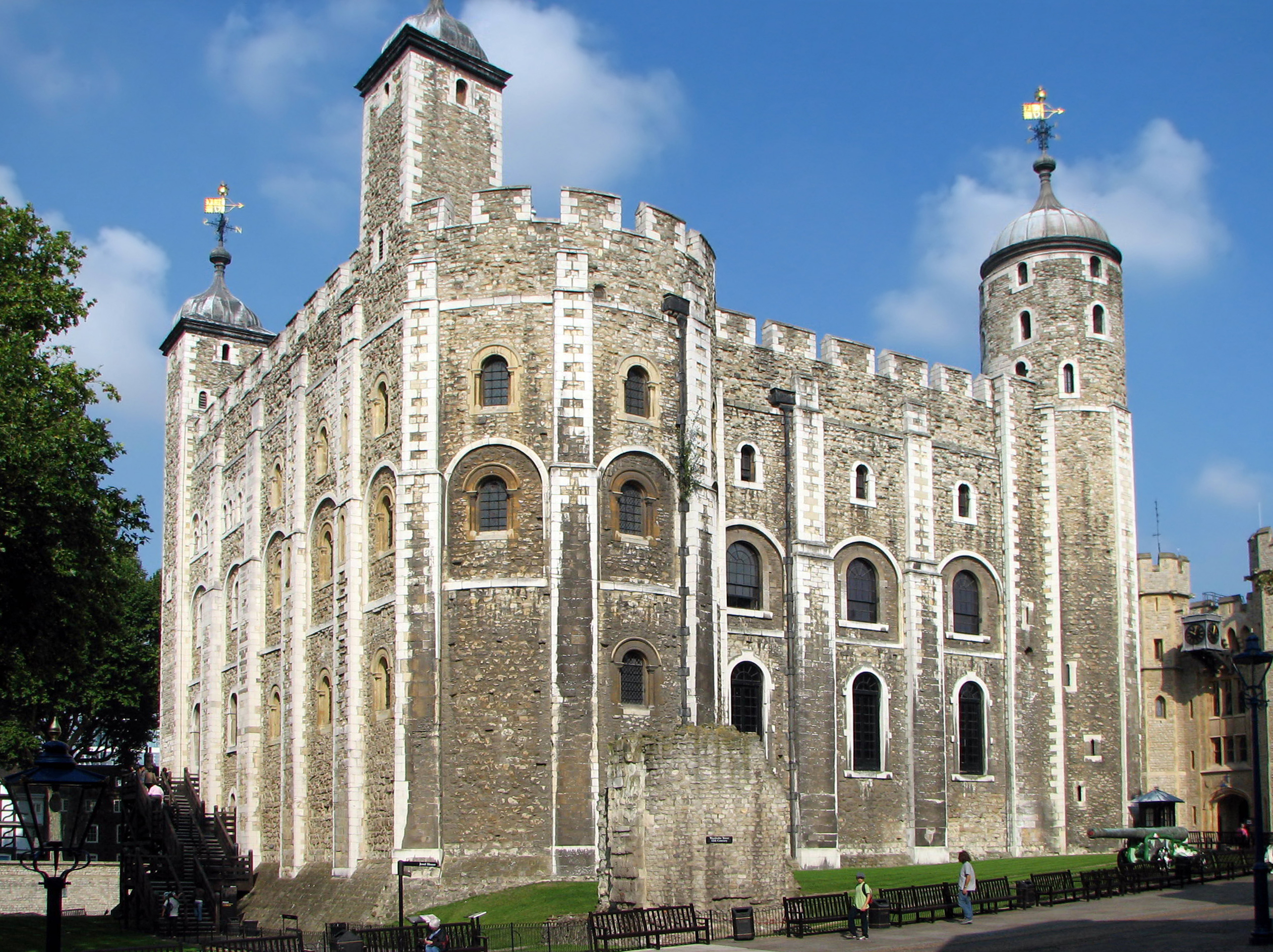
Torre di Londra. La Torre Bianca mostrata qui è della fine dell'XI secolo.

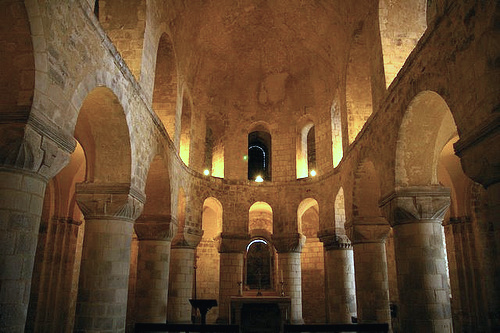
Cappella di San Giovanni all'interno della Torre Bianca. Una delle sole due chiese normanne sopravvissute a Londra.

L'invasione normanna della Gran Bretagna, nel 1066, è generalmente considerata l'inizio di una nuova era nella storia inglese. Guglielmo I, duca di Normandia, sconfisse il re inglese Aroldo II nella battaglia di Hastings. Dopo aver conquistato l'Hampshire e il Kent, Guglielmo e il suo esercito si rivolsero su Londra. Non essendo riuscito ad attraversare il ponte di Londra a Southwark, l'esercito di Guglielmo marciò in senso orario intorno a Londra e attese a nord-ovest a Berkhamsted dove, rendendosi conto che la resistenza era inutile, arrivò una delegazione da Londra per dichiarare la resa della città e riconoscere Guglielmo come re. Questi, nel 1067, concesse una carta per Londra, che sosteneva i precedenti diritti, privilegi e leggi sassoni. Sotto Guglielmo (ora conosciuto come Guglielmo il Conquistatore) furono costruiti diversi forti reali lungo il fiume Tamigi (la Torre di Londra, Baynard's Castle e Montfichet's Castle) per difendersi dagli attacchi marittimi dei Vichinghi e prevenire le ribellioni. Il suo crescente autogoverno divenne definitivo con i diritti elettorali concessi dal re Giovanni nel 1199 e nel 1215.

## Edifici

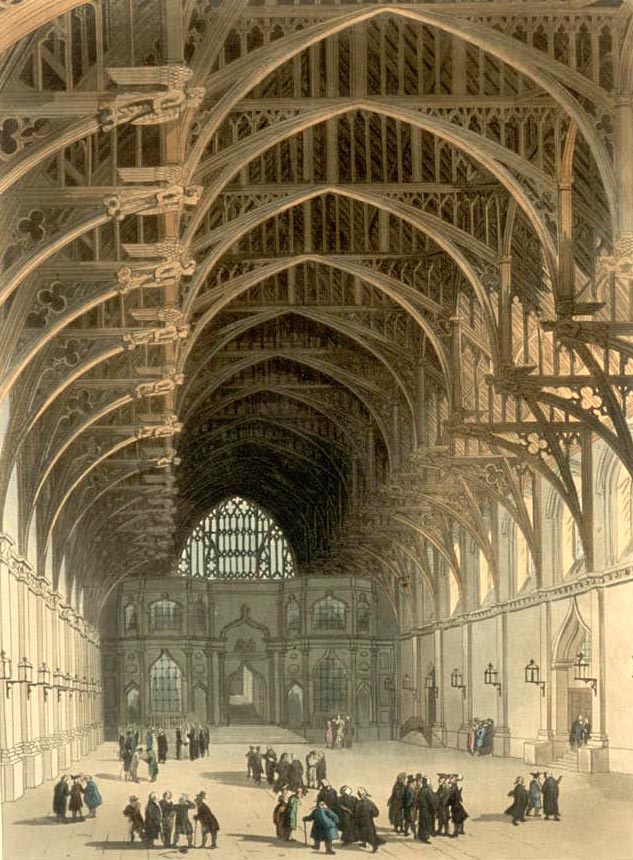
Westminster Hall, con tetto a travi a martello aggiunto da Riccardo II nel 1393. Le finestre e la decorazione interna delle pareti sono assomiglianti a un design tardo gotico. Dell'edificio normanno rimane poco. Rappresentazione del XIX secolo.

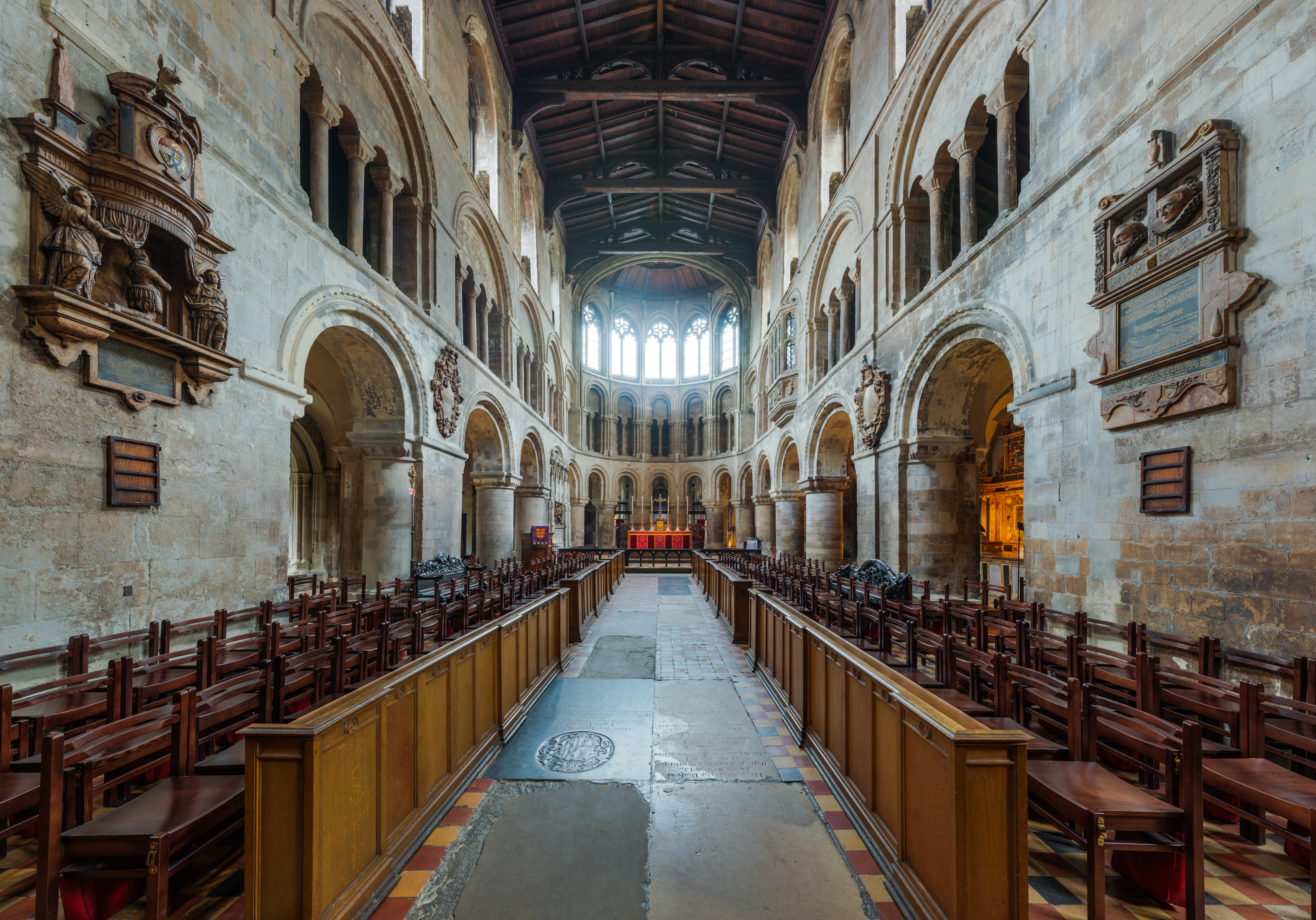
Chiesa di San Bartolomeo il Grande, coro normanno sopravvissuto, c. 1123

Nel 1097 Guglielmo II, terzo figlio di Guglielmo I d'Inghilterra (Guglielmo il Conquistatore) iniziò la costruzione della Westminster Hall. La sala doveva diventare la base del Palazzo di Westminster che, per tutto il periodo medievale, fu la principale residenza reale. Nel 1089/1090 Guglielmo aveva concesso il maniero reale di Bermondsey per il sito dell'Abbazia di Bermondsey, fondata nel 1082 da Alwinus Child, cittadino londinese. La nuova abbazia si trovava quindi direttamente dall'altra parte del Tamigi rispetto alla Torre Bianca, allora ancora in costruzione. Nel 1123 fu fondata la chiesa del priorato agostiniano di San Bartolomeo il Grande a West Smithfield nella City di Londra. Sebbene ora sopravviva solo il coro di questa chiesa un tempo grande, come chiesa parrocchiale, essendo stata demolita l'intera navata, è uno dei resti più importanti dell'architettura normanna a Londra.
Nel 1176 iniziò la costruzione della più famosa incarnazione del London Bridge (completata nel 1209) che fu costruito sul sito di diversi precedenti ponti di legno. Questo ponte sarebbe durato 600 anni e rimase l'unico ponte sul fiume Tamigi fino al 1739.

## Guerra e rivolta
Londra era un centro della popolazione ebraica dell'Inghilterra. La violenza contro gli ebrei ebbe luogo nel 1190, dopo che si era diffusa la voce che il nuovo re avesse ordinato il loro massacro dopo che si erano presentati alla sua incoronazione.
Nel maggio 1216 fu l'ultima volta che Londra fu veramente occupata da una forza armata continentale, durante la Prima guerra dei baroni. Fu allora che il giovane Luigi VIII di Francia marciò per le strade fino alla cattedrale di St. Paul. In tutta la città e nella cattedrale fu acclamato come il nuovo sovrano.
Ci si aspettava che questo avrebbe liberato gli inglesi dalla tirannia di re Giovanni, ma questo fu vero solo temporaneamente. I baroni che sostenevano il principe francese di 29 anni decisero di restituire il loro sostegno a un re inglese alla morte di Giovanni. Nel corso delle successive centinaia di anni, Londra si sarebbe scrollata di dosso la pesante influenza culturale e linguistica francese che c'era stata sin dai tempi della conquista normanna. La città, come Dover, avrebbe avuto un ruolo importante nello sviluppo dell'inglese moderno.
Nel 1264 durante la seconda guerra dei baroni, i ribelli di Simone V di Montfort occuparono Londra e uccisero 500 ebrei mentre tentavano di sequestrare i registri dei debiti.
La comunità ebraica di Londra fu costretta a lasciare l'Inghilterra dall'espulsione di Edoardo I nel 1290. Partirono per la Francia, l'Olanda e altri paesi più lontani; le loro proprietà furono sequestrate e molti subirono rapine e omicidi mentre partivano.
Durante la rivolta dei contadini del 1381 guidata da Wat Tyler, Londra fu invasa. Un gruppo di contadini prese d'assalto la Torre di Londra e giustiziò il Lord Cancelliere, l'arcivescovo Simon Sudbury, e il Lord Tesoriere. I contadini saccheggiarono la città e diedero fuoco a numerosi edifici. Tyler venne pugnalato a morte dal sindaco William Walworth in uno scontro a Smithfield, ponendo così fine alla rivolta.
Durante la Guerra delle Rose a Londra c'era un forte sostegno per la causa Yorkista. Il Lancaster Enrico VI fu costretto a lasciare Londra per le Midlands nel 1456 a causa di atteggiamenti ostili nella capitale. Successivamente fu catturato e tenuto per cinque anni nella Torre di Londra. Londra fu infine catturata dallo Yorkista Edoardo IV nel 1471 ed Enrico venne assassinato. Ciò stabilì la pretesa degli York sul trono e pose fine alla prima fase delle guerre delle Rose.

Londra nel 1300.

## Capitale dell'Inghilterra
Nell'alto Medioevo l'Inghilterra non aveva una capitale fissa; i re si spostavano da un posto all'altro portando con sé la loro corte. La cosa più vicina a una capitale era Winchester, dove erano conservati il tesoro reale e i documenti finanziari. Questo cambiò intorno al 1200 quando questi vennero spostati a Westminster. Da quel momento in poi il governo reale divenne sempre più incentrato su Westminster, che divenne costantemente la capitale de facto.
Nel Medioevo Westminster era una piccola città a monte della City di Londra. Dal XIII secolo in poi Londra crebbe in due parti diverse. Westminster divenne la capitale reale e il centro del governo, mentre la City di Londra divenne il centro del commercio, una distinzione che è ancora evidente fino ad oggi. L'area tra le due zone venne interamente urbanizzata nel 1600.

## Commercio
Il commercio crebbe costantemente durante il Medioevo e di conseguenza Londra crebbe rapidamente. Nel 1100 la popolazione di Londra contava poco più di 15.000 persone. Nel 1300 era cresciuta fino a circa 80.000. Il commercio era organizzato in varie corporazioni che controllavano efficacemente la città ed eleggevano il Lord Mayor di Londra.

## Fuoco e peste
La Londra medievale era composta da strade strette e tortuose e la maggior parte degli edifici erano realizzati con materiali combustibili come legno e paglia, che rendevano il fuoco una minaccia costante. L'igiene a Londra era scarsa e la città perse almeno la metà della sua popolazione durante la peste nera a metà del XIV secolo. Tra il 1348 e la Grande Peste del 1666 vi furono sedici focolai di peste in città. Nel 1666 il Grande incendio sventrò gran parte di Londra all'interno delle mura della città.